# Maria Magdalenakerk (Reet)

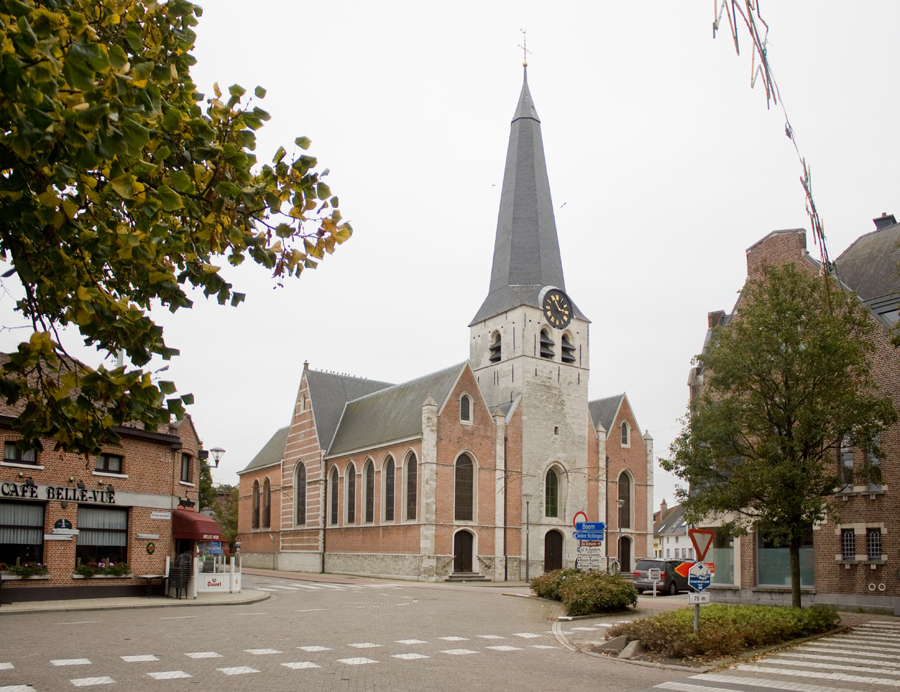
Maria Magdalenakerk

De Maria Magdalenakerk is de parochiekerk van de tot de Antwerpse gemeente Rumst behorende plaats Reet, gelegen aan de Rumstsestraat.

## Geschiedenis
In 1309 werd Reet een zelfstandige parochie. Het patronaatsrecht was in handen van de Abdij van Lobbes. Door oorlogen en brandstichtingen is het meeste archiefmateriaal uit de vroegste geschiedenis verloren gegaan.
In de 15e eeuw was er sprake van een gotische kruiskerk met een zandstenen westtoren. In 1632 werd de kerk hersteld: de middenbeuk en het transept zijn 17e-eeuws. In 1833 werden de zijbeuken aangebracht en 1895 werd een koor gebouwd met twee zijkapellen naar ontwerp van Frans Stuyck.

## Gebouw
Het huidige gebouw is een georiënteerde bakstenen kruiskerk met ingebouwde 15e-eeuwse zandstenen westtoren, 17e-eeuws transept en middenbeuk in gotische stijl, en met koor en zijbeuken in neogotische stijl.

## Interieur
De middenbeuk wordt overkluisd door een spitstongewelf. Het kerkmeubilair is voornamelijk 19e-eeuws en neogotisch. Het orgel is van 1779 en werd herhaaldelijk aangepast. Het arduinen doopvont is 15e-eeuws. Uit begin 18e eeuw is een grafsteen van Jean-Baptiste della Faille en zijn echtgenote Isabella van de Werve. Deze overleden in respectievelijk 1709 en 1702.